# Onésiphore Pecqueur
Pour les articles homonymes, voir Pecqueur.
Onésiphore Pecqueur (1792-1852) est un ingénieur mécanicien français, chef des ateliers du Conservatoire national des arts et métiers, passionné de mathématique et maître horloger.

## Inventions
En 1825, il invente un moteur à vapeur rotatif, qu'il perfectionne jusqu'en 1840.
en 1827, il invente le différentiel mécanique permettant d'adapter la vitesse des roues dans les virages, la roue la moins chargée tournant plus vite.
En 1829, il brevette un chariot à vapeur destiné à circuler sur route, contenant « la plupart des organes propres à en faire un bon véhicule automoteur » :
- le moteur attaque les roues postérieures par l'intermédiaire d'un différentiel dont l'invention revient entièrement à Pecqueur ;
- le train avant n'a pas d'essieu, chacune des roues avant étant maintenue par une fourche verticale que prolonge un pivot articulé sur le châssis du chariot. Les deux pivots sont reliés à leur partie supérieure par une traverse horizontale, à laquelle le châssis est suspendu par des ressorts. Ces pivots sont conjuguées dans leur rotation par un système de deux bielles de direction et d'une barre d'accouplement, de façon que les plans des deux roues directrices soient constamment parallèles ;
- la barre de direction agit par l'intermédiaire d'une crémaillère, en attaquant le milieu de la barre d'accouplement (principe de l'essieu brisé).